# Le Bourg-d’Hem

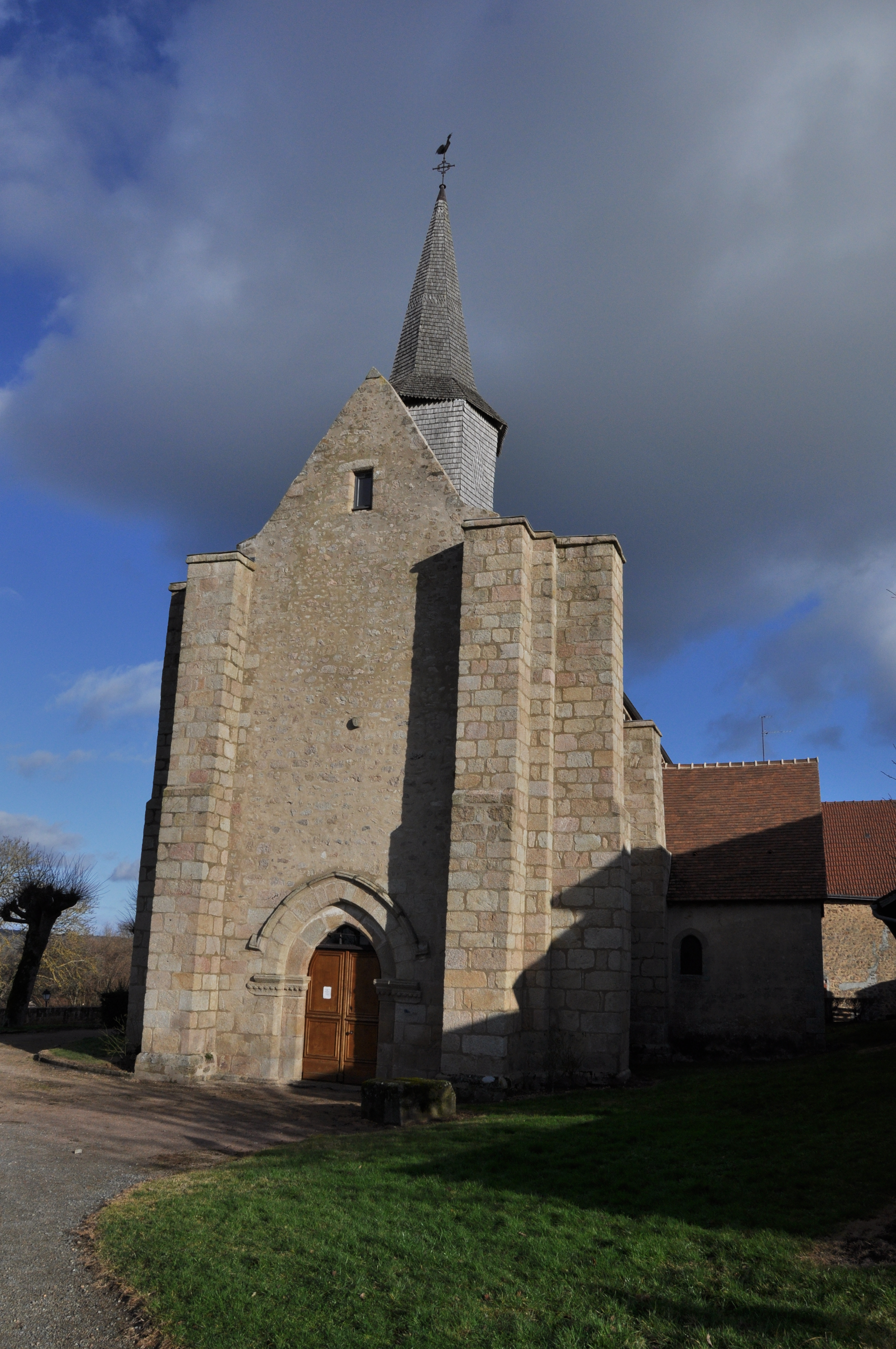
Kościół w Le Bourg-d’Hem (2010)

Le Bourg-d’Hem – miejscowość i gmina we Francji, w regionie Nowa Akwitania, w departamencie Creuse.
Według danych na rok 1990 gminę zamieszkiwało 278 osób, a gęstość zaludnienia wynosiła 18 osób/km² (wśród 747 gmin Limousin Le Bourg-d’Hem plasuje się na 370. miejscu pod względem liczby ludności, natomiast pod względem powierzchni na miejscu 433.).

## Populacja

Populacja Le Bourg-d’Hem w latach 1962–2008